# Bandera de París
La Bandera de la ciutat de París és una bandera bicolor amb el color blau a l'esquerre i el roig a la dreta. Aquests colors són els colors tradicionals de la ciutat. El 1789, La Fayette va dissenyar la bandera tricolor de França afegint-hi a aquesta bandera el color blanc, com a símbol de la monarquia francesa.

La bandera de París
La bandera de París amb el seu escut
La Bandera de l'alcalde de París